# Anisakis
Anisakis Dujardin, 1845 è un genere di vermi nematodi, parassiti di diversi organismi marini.

## Ciclo biologico

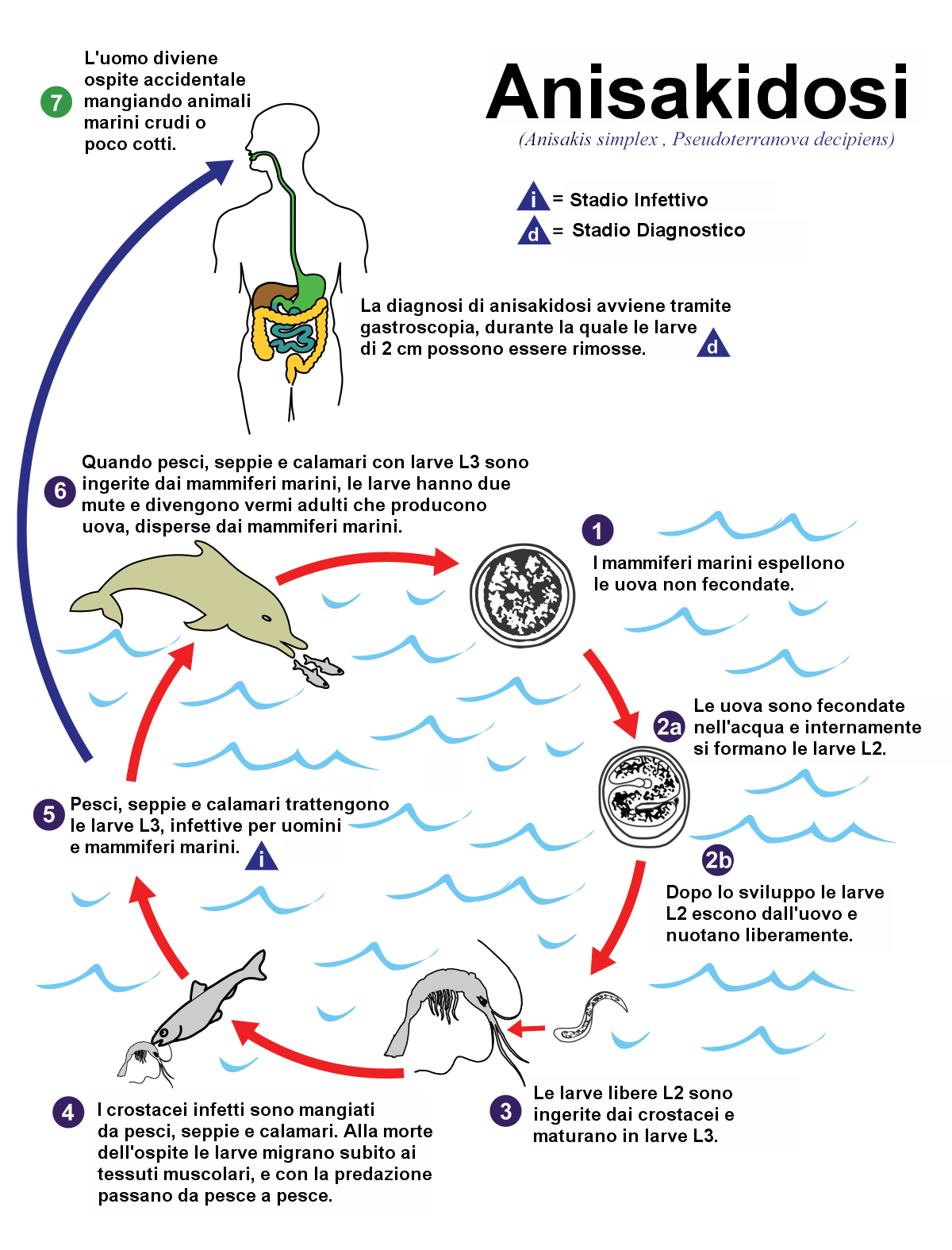
Il ciclo vitale e infettivo del parassita

Questi parassiti si trovano, allo stadio adulto, nello stomaco dei mammiferi marini (balene, foche, delfini), e sono visibili a occhio nudo. Nei pesci sono presenti all'interno delle carni, prevalentemente nella parte inferiore, dove assumono una colorazione biancastra.
Le specie di anisakis svolgono il loro ciclo biologico in ambiente marino. Le uova sono rilasciate in acqua attraverso le feci dei mammiferi marini e si sviluppano vari stadi larvali. Subito dopo la schiusa sono ingeriti dai primi ospiti intermedi, di solito i piccoli crostacei che costituiscono il krill. Il krill a sua volta è ingerito dal secondo ospite intermedio, o paratenico (cioè in cui il parassita non può svilupparsi e crescere), che è il pesce. A questo punto si sviluppa l'ultimo stadio larvale che può passare direttamente all'ospite definitivo (mammiferi marini) per il completamento del suo ciclo biologico, oppure può trovarsi accidentalmente in un altro ospite, definito per questo accidentale, nel quale il parassita non evolve a successivi stadi di sviluppo. L'ospite accidentale può essere l'uomo se quest'ultimo si ciba di pesce crudo o poco cotto che abbia la larva di Anisakis.

## Descrizione
Questi nematodi, visibili a occhio nudo, misurano da 1 a 3 cm, vanno dal colore bianco al rosato, sono sottili e tendono a presentarsi arrotolati su loro stessi.

## Implicazioni sanitarie
Le larve di anisakis possono costituire un rischio per la salute umana in due modi:
- parassitosi causata da ingestione di pesci crudi contenenti le larve;
- reazione allergica ai prodotti chimici liberati dalle larve nei pesci ospiti.

Molti prodotti ittici possono essere interessati dall'infestazione da anisakis. Quelli più a rischio sono pesce sciabola, ricciola, lampuga, pesce spada, tonno, sardina, aringa, acciuga, nasello, merluzzo, rana pescatrice, sgombro e salmone.

### Anisakidosi o anisakiasi
L'anisakidosi o anisakiasi è un'infezione parassitaria del tratto gastrointestinale causata dall'ingestione di prodotti ittici crudi o non sufficientemente cotti contenenti le larve di Anisakis simplex. Il primo caso documentato di infestazione umana da parte di un membro della famiglia delle Anisakidae è stato descritto nei Paesi Bassi negli anni sessanta.

#### Epidemiologia
È riportata un'alta prevalenza di parassitosi nei paesi dove il pesce viene consumato crudo, leggermente sottaceto o sotto sale, soprattutto in Scandinavia (dal fegato di merluzzo), in Giappone (dal consumo di sushi e sashimi), nei Paesi Bassi (dalle aringhe in salamoia, le cosiddette maatjesharing) e nella costa del Pacifico del Sud America (dall'insalata di mare nota come ceviche). Negli Stati Uniti sono descritti meno di dieci casi all'anno. Lo sviluppo di migliori strumenti diagnostici e la maggior consapevolezza della malattia hanno portato a un aumento della frequenza di casi riconosciuti di anisakiasi. I casi stimati nel mondo sono 20 000 ogni anno.

#### Clinica
Dopo l'ingestione le larve vitali possono essere espulse nelle 48 ore successive o penetrare immediatamente nella mucosa gastrica causando un dolore addominale violento, accompagnato da nausea e vomito, talvolta delle stesse larve.
Se passano nell'intestino si può manifestare una risposta immunitaria eosinofila e granulomatosa, generalmente una o due settimane dopo l'infezione, con una clinica simile a quella della malattia di Crohn, con dolore addominale intermittente, nausea, diarrea e febbre. È anche possibile la perforazione intestinale.

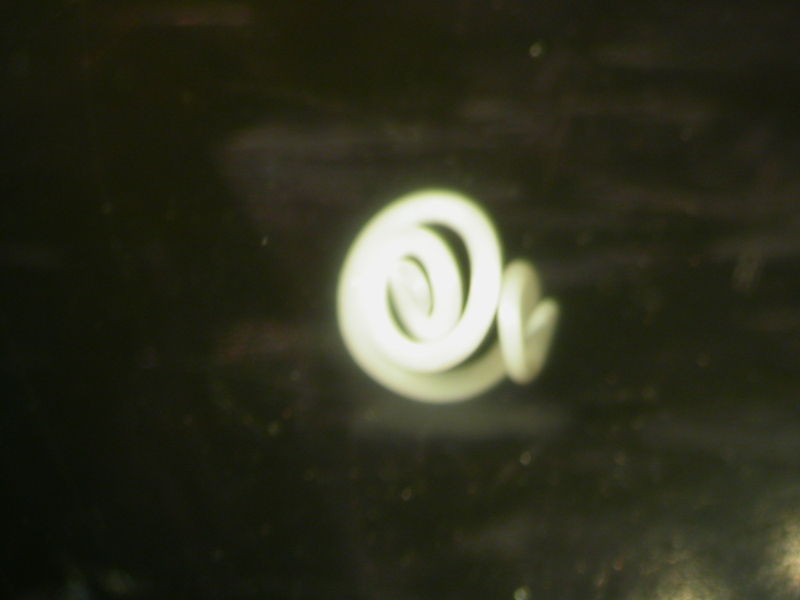
Larva di Anisakis simplex

#### Diagnosi
La diagnosi è effettuata tramite EGDS, durante la quale possono essere osservate e rimosse larve anche di 2 cm, tramite una radiografia con mezzo di contrasto, oppure tramite esame istologico effettuato su biopsia o durante l'intervento chirurgico. Dal momento che l'uomo non è un ospite finale, non vengono riscontrate uova all'esame delle feci.

#### Trattamento
In alcuni casi l'infezione si risolve con il solo trattamento sintomatico. In qualche caso l'infezione può portare a un'ostruzione dell'intestino tenue, che potrebbe richiedere l'intervento chirurgico, benché siano riportati casi di successo di un trattamento con solo albendazolo, senza chirurgia.

#### Prevenzione
L'anisakiasi può essere prevenuta mediante la cottura e/o il surgelamento del pesce a temperature adeguate per un tempo sufficientemente lungo, mentre non viene scongiurata né dalla marinatura, né dalla salatura, né dall'affumicatura.
Esistono evidenze che il consumo di pesce d'allevamento sia meno a rischio rispetto a quello di pesce selvatico. Molti paesi obbligano per legge a surgelare preventivamente il pesce destinato al consumo crudo; nei Paesi Bassi ciò ha praticamente eliminato la possibilità di sviluppo di anisakiasi umana.

##### Surgelamento
L'efficacia del surgelamento del pesce crudo nel prevenire l'anisakiasi dipende sia dalla temperatura, sia dalla durata del trattamento. Vari studi condotti negli anni novanta e duemila indicano che per la morte delle larve sia necessario il mantenimento dell'intero stock di pesce in tutte le sue parti a una temperatura inferiore a -18 °C per almeno 96 ore. È tuttavia ritenuto opportuno far seguire al trattamento termico la conservazione del pesce nel medesimo stato di congelamento.
Tra i congelatori domestici solo quelli a tre o quattro stelle raggiungono tale temperatura, mentre quelli a una o due stelle raggiungono le temperature non sufficienti di -6 e -12 °C.

##### Cottura
Anche nei trattamenti ad alta temperatura l'efficacia nella prevenzione dell'insorgenza dell'anisakiasi dipende dalla durata e dalla temperatura. In particolare l'EFSA suggerisce che si deve portare la parte più interna del pesce a una temperatura superiore a 60 °C per almeno un minuto. Per ottenere questo risultato è necessario cuocere il pesce per una durata più lunga e a una temperatura maggiore. Per un filetto di 3 cm è necessaria una cottura di almeno dieci minuti per raggiungere questo scopo.

##### Normative vigenti
L'Organizzazione mondiale della sanità raccomanda che l'eviscerazione, il surgelamento ad almeno -23 °C per una settimana e la cottura avvengano il più presto possibile.
Nei paesi dell'Unione europea la normativa CE 853/2004 approvata dal parlamento europeo raccomanda il surgelamento dei prodotti ittici a -20 °C per almeno 24 ore e prevede l'ispezione a campione dei prodotti ittici, l'eventuale identificazione del parassita e la conseguente rimozione dal mercato dei prodotti pesantemente contaminati. Inoltre tale normativa prescrive per i ristoratori l'obbligo di munirsi di abbattitori di temperatura in relazione ai quantitativi di prodotto che si intendono trattare.
Negli Stati Uniti la FDA raccomanda il surgelamento ad almeno -35 °C per quindici ore o ad almeno -20 °C per una settimana, mentre CDC raccomanda la cottura dei prodotti ittici ad almeno 63 °C o il surgelamento ad almeno -20 °C per una settimana, oppure ad almeno -35 °C fino alla solidificazione con immagazzinamento a -35 °C per 15 ore o a -20 °C per 24 ore.

### Reazioni allergiche
Anche a pesce sufficientemente cotto le sostanze chimiche secrete dalle larve all'interno dei pesci che le ospitano possono causare reazioni allergiche in individui sensibili; lo stesso vale nel caso del congelamento.
Si può presentare con manifestazioni acute, quali orticaria e reazioni anafilattiche accompagnate o meno a sintomi gastrointestinali, mediate da IgE. In coloro che lavorano nel trattamento del pesce sono state osservate altre manifestazioni, come attacchi asmatici, congiuntiviti e dermatiti da contatto.
La diagnosi di sensibilizzazione può essere effettuata mediante esami allergici quali il prick test e la ricerca di anticorpi specifici contro la larva di Anisakis. L'ipersensibilità può essere indicata da una rapida crescita dei livelli di IgE nei giorni immediatamente seguenti l'ingestione di pesce infetto.